# 項伯
項伯（？—前192年），名纏，字伯，以字行，下相人（約今日江蘇省宿遷市西南方），楚国贵族项氏的后裔，項燕的兒子，西楚霸王項羽的叔父。他曾在鴻門宴之中解救過劉邦，楚漢戰爭後投降漢朝，賜姓劉，封為射陽侯。

## 生平

### 鴻門宴
楚懷王與諸將約定:“先破秦入咸陽者称王”。待劉邦入關，至霸上接受秦王子嬰投降。聽聞章邯投降項羽，項羽封他為關中的雍王。劉邦便派兵守函谷關，阻擋諸侯軍隊進入。項羽大怒，派英布等攻破函谷關。劉邦左司馬曹無傷又密告項羽。
這時，楚左令尹項伯因和張良有舊情，知道項羽想要加害劉邦，前往相告，想和张良一同離去。張良不听從反而告知劉邦。劉邦于是與項伯相見，捧着栀酒為項伯祝壽，約定為婚姻。項伯晚上离开，到了軍中，將劉邦所说告訴項羽。說道：“如果沛公（刘邦）不先攻破關中，您怎么敢进入呢？现在别人立下大功却攻击他，这是不道义的行为，不如趁势好好对待他。”項羽认为项伯说的有道理。
劉邦第二天帶著百名騎从來見項羽，至鴻門，項羽當天与劉邦一同飲酒。項王、項伯面向東方坐，亞父范增面向南方坐，劉邦面向北方坐，張良面向西方侍卫。宴間，項莊舞劍，几次欲刺殺劉邦，項伯也拔劍起舞，常常以身體擋住劉邦，項莊不能得手。後樊噲闖入，打斷了舞劍。過了一會兒，劉邦借口如廁離去。

### 易封地
秦亡后，项羽分封，刘邦封为汉王，封于巴蜀。于是刘邦贿赂项伯，得到了汉中地。

### 楚汉战争
漢三年，淮南王英布背項，投靠刘邦。楚国派遣项伯收九江兵，尽杀英布妻和子女。
漢四年，项羽和刘邦对峙时，曾要烹刘邦父刘太公，被项伯劝止。

## 漢一統後
在項羽自盡、漢王朝建立後，劉邦為感念項伯當年在鴻門宴時的解救之恩，賜予項伯劉姓，並冊封為射陽侯（射阳今江苏扬州宝应射阳湖镇一带）。孝惠三年（公元前192年）去世，嗣子項猷（後改姓劉）有罪，不得代，国除。一說他是南朝宋武帝劉裕的始祖。

## 家庭

### 父親
- 父亲项燕

### 兄弟
- 兄弟项梁

### 子女
- 子劉猷